# آرشي شيب
آرشي شيب (بالإنجليزية: Archie Shepp)‏ (و. 1937  م) هو ملحن، وعازف ساكسفون، وعازف جاز، وأستاذ جامعي، وعازف بيانو أمريكي، ولد في فورت لاودردال.

## التعليم
تعلم في كلية غودارد ‏، وجامعة ماساتشوستس في أمهرست.

## وصلات خارجية
- آرشي شيب على موقع IMDb (الإنجليزية)
- آرشي شيب على موقع الموسوعة البريطانية (الإنجليزية)
- آرشي شيب على موقع ألو سيني (الفرنسية)
- آرشي شيب على موقع ميوزك برينز (الإنجليزية)
- آرشي شيب على موقع أول موفي (الإنجليزية)
- آرشي شيب على موقع إن إن دي بي (الإنجليزية)
- آرشي شيب على موقع أول ميوزيك (الإنجليزية)
- آرشي شيب على موقع ديسكوغز (الإنجليزية)
- آرشي شيب على موقع قاعدة بيانات الفيلم (الإنجليزية)
- آرشي شيب على موقع كينوبويسك (الروسية)